# 幸田孝之
幸田 孝之/彦右衛門（こうだ たかゆき/ひこえもん）は、戦国時代から 安土桃山時代にかけての武将。織田氏の家臣。

## 略歴
『勢州軍記』によると、織田信長の三男・織田信孝の乳母の子ということである。乳兄弟の縁から信孝に仕えた。信孝と同年代の弟がいるが名は不明。諱の｢孝｣の字は信孝から偏諱を受けたと考えて矛盾はないが、諱を孝之とするのは『神戸録』で、『勢州軍記』では彦右衛門とのみあり、諱の記載は無い。
永禄11年（1568年）、信孝が神戸具盛の養嗣子とされたときに随従し、信長から信孝の補佐役（傳役）に指名された。
天正9年（1581年）、神戸氏旧臣の反乱を鎮圧した際に、信孝側の軍に名が見える。
天正10年（1582年）6月に本能寺の変で信長が死去し、その後に台頭した羽柴秀吉（豊臣秀吉）と信孝は対立する。越前国の柴田勝家が雪で動けない12月に、秀吉は岐阜城を包囲した。この講和条件で三法師（織田秀信）を引き渡した際に、孝之の母（つまり信孝の乳母）も人質として送られた。この母は気丈にも「母の故をもって君に二心をいだくなかれ」と言い送って、秀吉の誘いには乗らないように命じた。
天正11年（1583年）、柴田勝家に呼応して信孝が再び挙兵すると、孝之の母は、坂氏（信孝の生母）と共に処刑されたが、孝之は母の遺志に従って信孝に忠節を尽くした。しかし家臣団の多くは秀吉側に転じ、4月に西美濃衆の稲葉一鉄や氏家行広らと戦って孝之は討ち死を遂げた。